# Malyj Olenij
L'isola Malyj Olenij (in russo остров Малый Олений,  ostrov Malyj Olenij; in italiano "isola piccola del cervo") è un'isola russa nel Mare di Barents. Amministrativamente fa parte del Kol'skij rajon dell'oblast' di Murmansk, nel Circondario federale nordoccidentale.

## Geografia
L'isola si trova vicina alla costa nord della penisola di Kola, 12,2 km a sud-est dell'isola Kil'din. Dista dal continente, nel punto più vicino, 510 m e da esso è separata dallo stretto Malyj Olenij (пролив Малый Олений).
Ha una forma allungata che si assottiglia in un promontorio ad est. Misura circa 7 km di lunghezza e 1,5 km di larghezza massima. L'altezza massima dell'isola è di 121,2 m. Su quest'altura è presente un punto di triangolazione geodetica; un altro si trova all'estremità orientale.
Le coste sono alte nella parte meridionale e più basse a nord e sul promontorio a est.

Le acque attorno all'isola sono soggette a variazioni di marea di 4 m.
L'isola Bol'šoj Olenij ("isola grande del cervo") si trova sempre lungo la costa della penisola di Kola, in direzione sud-est.

### Isole adiacenti
Nelle vicinanze di Malyj Olenij si trovano:
- Isola Stanovoj (остров Становой), 400 m a sud, nello stretto Malyj Olenij, è un'isoletta di 180 m di lunghezza e 60 m di larghezza. (69°14′33″N 34°41′34″E)
- Isole Mogil'niki (острова Могильники), 700 m a sud, sempre nello stretto Malyj Olenij, è un gruppo composto da un'isola principale e 5 scogli. L'isola principale misura 470 m di lunghezza e 380 m di larghezza. (69°14′12.8″N 34°44′33.45″E)
- Isola Vaganov (остров Ваганов), 810 m a sud, all'estremità orientale dello stretto Malyj Olenij, è un'isoletta lunga 280 m e larga 140 m. (69°14′11″N 34°45′36″E)
- Isola Bol'šoj Zelenyj (остров Большой Зеленый), 1,7 km a sud del promontorio di Malyj Olenij, è un'isola orientata in direzione nordest-sudovest che si restringe nella parte meridionale. Ha una lunghezza di 565 m e una larghezza massima di 245 m nella parte centrale. La sua altezza messima è di 31,2 m s.l.m.[6] su cui è presente un punto di triangolazione geodetica.[6] Nei pressi del promontorio si trova uno scoglio senza nome. A ovest, all'ingresso della baia Pesčanka (губа Песчанка), si trova un altro isolotto senza nome.[6] (69°13′41″N 34°48′55″E)
- Isola Malyj Zelenyj (остров Малый Зеленый), poco a est di Bol'šoj Zelenyj e 2,15 km a sud di Malyj Olenij, è una piccola isola lunga 140 m e larga 95 m. Uno scoglio senza nome si trova poco al largo della sua costa nord.[6] (69°13′33.25″N 34°49′34.5″E)
- Isola Koncevoj (остров Концевой), è l'isola all'estremità orientale di Malyj Olenij, da cui dista solo 10 m. È un'isola bassa di forma ovale irregolare, lunga 250 m e larga al centro 165 m. Poco a nord, si trova uno scoglio senza nome. (69°14′52.5″N 34°49′36.5″E)
- Scoglio Tipunkova (камень Типункова), è uno scoglio situato 1,3 km a ovest di Malyj Olenij e a nordovest dell'ingresso della baia della Klimkovka (губа Климковка). (69°15′27″N 34°37′01.5″E)
- Isole Tipunkovy (острова Типунковы), 5,3 km a ovest di Malyj Olenij, sono un gruppo composto da due isolette principali e alcuni scogli. Sono situati a ovest della foce della Tipunkova (река Типункова). L'isola maggiore, quella occidentale, è lunga circa 800 m e larga quasi 400 m. Il minore è un isolotto rettangolare, lungo 220 m e largo 175 m. (69°15′41.5″N 34°30′15″E)